# Asamblea de las Regiones de Europa
La Asamblea de las Regiones de Europa (ARE) es la mayor red independiente de regiones en Europa. Reuniendo a más de 270 regiones de 33 países y a 13 organizaciones interregionales, la ARE es la voz política de sus miembros y un forum para la cooperación interregional.

## Historia de la ARE
El 15 de junio de 1985, en Louvain-la-Neuve (Provincia del Brabante Valón), 47 Regiones y 9 organizaciones interregionales crean el Consejo de las Regiones de Europa (CRE) que se convertirá en la Asamblea de las Regiones de Europa en el noviembre de 1987 durante la segunda reunión general de las Regiones de Europa que tuvo lugar en Bruselas.

## Definición de “región”
Según los estatutos de la Asamblea de las Regiones de Europa (ARE), el término “región” engloba, en principio, todo “Ente Público territorial de nivel inmediatamente inferior al Estado, dotado de autogobierno político”.

## Prioridades de la ARE para 2007-2012
- Promover la modernización y la internacionalización del gobierno regional
- Promover la innovación, el crecimiento y el empleo en las regiones europeas
- Aceptar los desafíos de la evolución demográfica, la inmigración, la sanidad y la exclusión social
- Garantizar el desarrollo sostenible y luchar contra la degradación del medio ambiente
- Llegar a la democracia a través de la diversidad y promover la diversidad de la cultura, los medios de comunicación y la educación
- Crear un entorno seguro para los ciudadanos

## Órganos de decisión
La Asamblea General
La Asamblea General reúne los más altos representantes políticos de todas las regiones miembros. Establece la estrategia política de la ARE, da el visto bueno a las cuentas del año precedente, toma decisiones sobre la creación de Comisiones o asignaciones específicas, ratifica la aceptación de los nuevos miembros, ecc… elige el presidente de la ARE, los miembros de la Oficina Política y el Secretario General.
El Buró Político
Ejecuta las decisiones de la Asamblea General, toma las decisiones necesarias en el intervalo comprendido entre las Asambleas Generales y coordina las actividades de las Comisiones de la ARE. Se reúne al menos dos veces cada año. Sus miembros son elegidos por la Asamblea General a partir de las propuestas de las regiones miembros y tienen un mandato de dos años. El Buró Político 
comprende al menos un representante regional por cada Estado representado en el seno de la ARE. Dos comités permanentes dependen directamente de esto organismo :
- Comité Permanente “Asuntos Institucionales” encargado de sostener los principios de subsidiariedad, buen gobierno y democracia regional
- Comité Permanente “Seguimiento y Evaluación” encargado de sostener y evaluar la realización de las prioridades establecidas en el plan estratégico.

La Presidencia
La Presidencia está compuesta por el presidente, dos Vicepresidentes y el vicepresidente Tesorero, así como por los Presidentes de las Comisiones de la ARE. Durante el intervalo comprendido entre las reuniones del Buró Político, la Presidencia, por delegación, puede tomar decisiones que deberán ser ratificadas por el siguiente buró político.

## Estructura de las Comisiones
Comisión 1Economía y Desarrollo Regional
Economía regional y desarrollo, ocupación y sociedad del conocimiento, medio ambiente, energía, desarrollo rural, agricultura e infraestructuras y turismo
Comisión 2Política Social y Salud Pública
Políticas sociales, paridad de oportunidades e igualdad de género, demografía, salud pública y planos de emergencia 
Comisión 3Cultura, Educación y Juventud
Cultura y educación, juventud, medios de comunicación y tecnología de la información, cooperación internacional e interregional.
Sub-comités
Los Presidentes de las Comisiones y de los Comités Permanentes pueden crear los sub-comités necesarios para el buen funcionamiento de las comisiones por un intervalo mínimo de dos años.
Grupos de trabajo
Se trata de organismos temporales, creados “ad hoc” para intentar resolver las nuevas problemáticas surgidas durante los actividades de las comisiones.

## Programas
EurodiseaPrograma interregional que promueve la formación profesional y la movilidad de los jóvenes en toda Europa.
Universidad de VeranoForo anual dedicado a problemáticas relevantes en el ámbito del desarrollo regional.
Universidad de Verano de los JóvenesForo anual dirigido a ampliar el papel de los jóvenes y sostener su implicación en las políticas regionales y en la vida pública.

## El movimiento «Subsidiariedad es una palabra» de la ARE
Para la ARE, el respeto del principio de subsidiariedad comienza con el reconocimiento de la palabra, y este reconocimiento comienza con el movimiento «Subsidiariedad es una palabra». Desde su lanzamiento en mayo de 2008, el movimiento viene pidiendo el reconocimiento de la palabra en los diccionarios y en el corrector de Microsoft Word. Desde entonces, muchos diccionarios europeos han reconocido la palabra, sin embargo, supone un notable obstáculo al reconocimiento la Corporación Microsoft, que continúa ignorando las peticiones del ARE.
Un canal en YouTube y el grupo «Subsidiarity is a word» en Facebook muestran las acciones del portavoz del movimiento, Subsidiarity man. Hasta ahora, el «superhéroe» ha intentado escalar un edificio en Bruselas, acto por el que fue arrestado a causa de un malentendido con la policía belga (un “arresto administrativo”, sin ningún cargo), ha logrado un récord mundial a “la mayor cantidad de personas entonando la palabra ‘subsidiariedad’”, y ha tenido que ser hospitalizado después de haber participado en la competición de salto desde el famoso Viejo Puente en Mostar (BiH).